# Laocoon (Le Greco)
Pour les articles homonymes, voir Laocoon (homonymie).
Laocoon est un tableau réalisé par le peintre Le Greco vers 1610-1614. Cette huile sur toile est une peinture mythologique qui représente Laocoon et ses fils aux prises avec deux serpents tandis que dans le paysage derrière eux se dresse Tolède, plutôt que Troie, face au fameux cheval. Depuis un don en 1946, l'œuvre est conservée à la National Gallery of Art, à Washington, aux États-Unis.